# Hôtel des Menus-Plaisirs (Versailles)
Pour les articles homonymes, voir Menus-Plaisirs.
L’hôtel des Menus Plaisirs est situé 22, avenue de Paris à Versailles (Yvelines). 
Il est resté célèbre dans l'histoire de France pour avoir accueilli l'Assemblée des notables de 1787, celle de 1788 et surtout les États généraux de 1789, les derniers que connut l'Ancien Régime.
L'hôtel, en dehors de ses façades, fait l'objet d'une inscription au titre des monuments historiques depuis le 21 mai 1927. Les façades font l’objet d’un classement au titre des monuments historiques depuis le 16 septembre 1929.

## Histoire
Cet hôtel fut élevé par Louis XV vers 1745, afin d’abriter les ateliers de décors et le matériel des jeux liés aux réjouissances du roi et de la cour appelés « Menus-Plaisirs ». On y entreposera notamment des accessoires de sport (notamment pour le jeu de paume), des décors de théâtre, des instruments de musique, etc. On y trouve également des ateliers pour les maquettes, costumes, peintures et autres sculptures. 
En 1759, l’hôtel renferme aussi un cabinet de physique installé par l’abbé Nollet pour l’instruction des enfants de France, à commencer par le futur Louis XVI.
L’ensemble architectural s’articule alors autour de deux cours situées à des niveaux différents. La cour basse ouvre sur le no 22, avenue de Paris, tandis la cour haute se situe au niveau du no 19 rue des États Généraux. 
C’est à l’emplacement de cette dernière cour qu’une salle provisoire accueillit une assemblée des notables en 1787, puis fin 1788. 

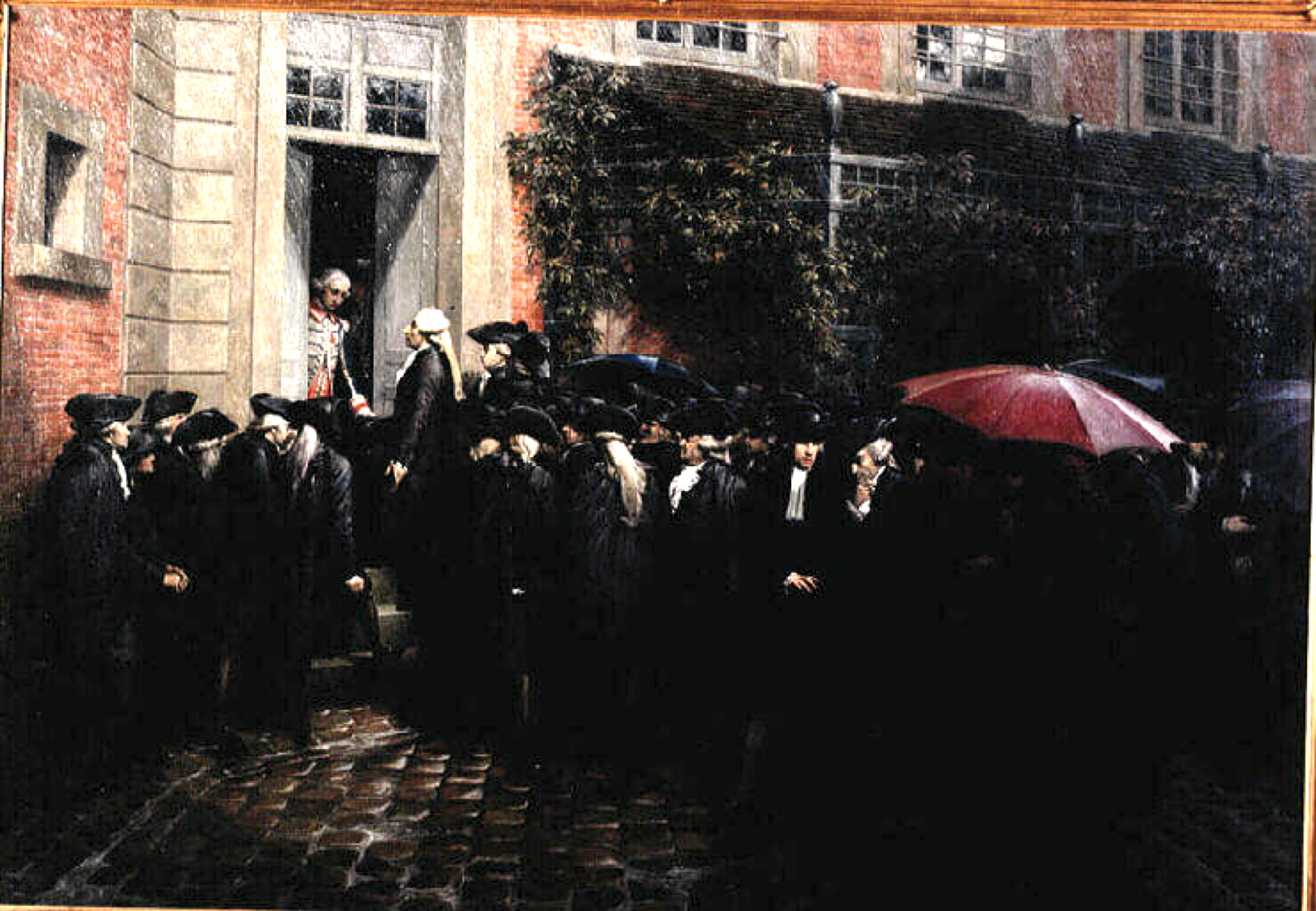
Les députés du Tiers demandent qu'on les laisse entrer dans l'hôtel des Menus Plaisirs, Lucien-Étienne Mélingue (toile de 1874).

Celle-ci sera considérablement agrandie par Pierre-Adrien Pâris, alors architecte du roi, afin qu'elle puisse accueillir les 1 200 députés convoqués pour les États généraux dont la séance inaugurale s’ouvre le 5 mai 1789 en présence du roi. Cette immense salle « démontable » à la décoration luxueuse occupera alors la totalité de la superficie de la cour haute.
À l’intérieur, le souverain est alors installé sous un baldaquin, situé devant l’escalier couvert qui assure actuellement la communication entre les deux cours. Les trois ordres sont assis séparément dans les gradins disposés en fer à cheval, tandis que de hautes tribunes accueillent le public.
Cette salle provisoire, conçue à l’origine avec une acoustique défectueuse, connaîtra dans les deux mois suivants un réaménagement intérieur qui permettra aux orateurs de mieux se faire entendre et de gérer les débats avec plus d’efficacité. Les bâtiments actuels étaient occupés à l’époque par des bureaux et des salles de réunion, destinés aux travaux de l’assemblée.
Louis XVI, lors de son discours du 23 juin 1789 aux États généraux, à la suite du serment du Jeu de paume, y fait lire le texte comminatoire suivant : « Article 3 : Le Roi casse et annule, comme anticonstitutionnelles, contraires aux lettres de convocation et opposées à l'intérêt de l’État, les restrictions des pouvoirs qui, en gênant la liberté des députés aux États généraux, les empêcherait d'adopter les formes de délibérations prises séparément par ordre ou en commun par le vœu distinct des trois ordres. »
Dans la nuit 4 août 1789 est votée, dans cette salle, l’abolition des privilèges et, le 26 août 1789, la Déclaration des droits de l'homme et du citoyen. 
L’année suivante, les lieux servent aux réunions des assemblées électorales destinées à la désignation des nouvelles administrations. L’assemblée départementale de Seine-et-Oise y tient notamment quelques séances.

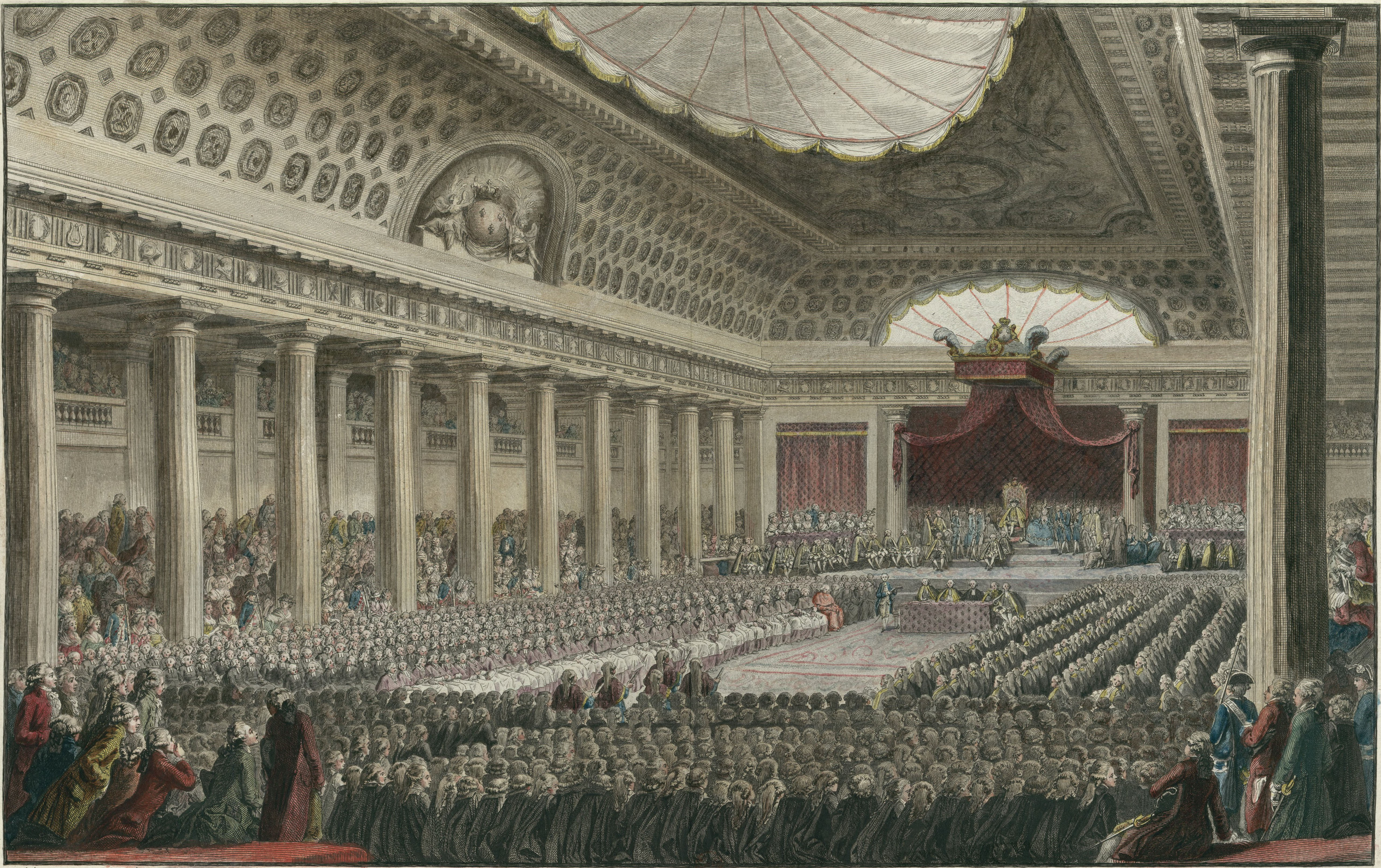
Grande salle des États généraux de 1789, lors de la séance inaugurale du 5 mai.

L’hôtel des Menus Plaisirs voit notamment l’élection de Maximilien Robespierre comme président du tribunal du district. Les juges du tribunal criminel s’y installent en 1792, en attendant que l’ancien bailliage soit transformé en maison de justice. 
Par la suite, l’hôtel sert de magasin de vivres pour l’armée, bien que de nombreux accessoires de théâtre soient encore conservés dans les réserves, ce qui attise d’ailleurs la convoitise de directeurs de salles parisiennes qui y viennent régulièrement se servir.

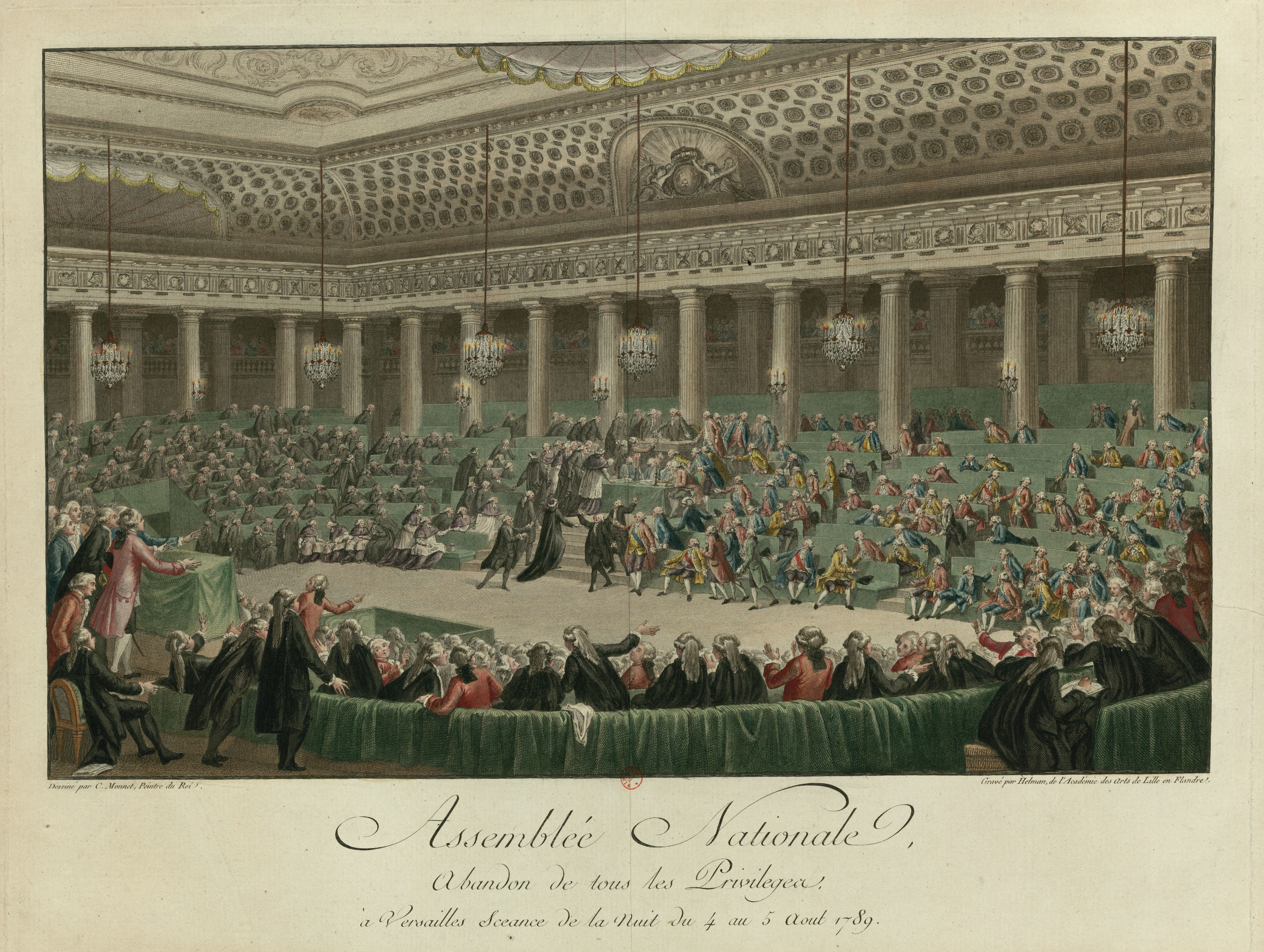
Grande salle réaménagée avec une disposition ovale, lors du vote de l'abandon de tous les privilèges par l'Assemblée nationale (4-5 août 1789).

Transformé en caserne pour les volontaires des corps de gendarmerie, il devient un centre de distribution de pain pour les troupes avant d’être finalement vendu à un certain sieur Dubusc en 1800. Cependant, le préfet obtient l’annulation de la vente un an plus tard, mais déjà le mal est fait : entre-temps, l’acheteur a malheureusement déjà fait démolir une grande partie des locaux historiques dont la fameuse salle des États Généraux.
L’hôtel devient alors une caserne de cavalerie, puis est abandonné pendant plus d’un siècle jusqu’à ce que la ville de Versailles y installe ses services techniques en 1942. L’État restaure ces lieux dans le cadre des célébrations du bicentenaire de la Révolution en 1989.

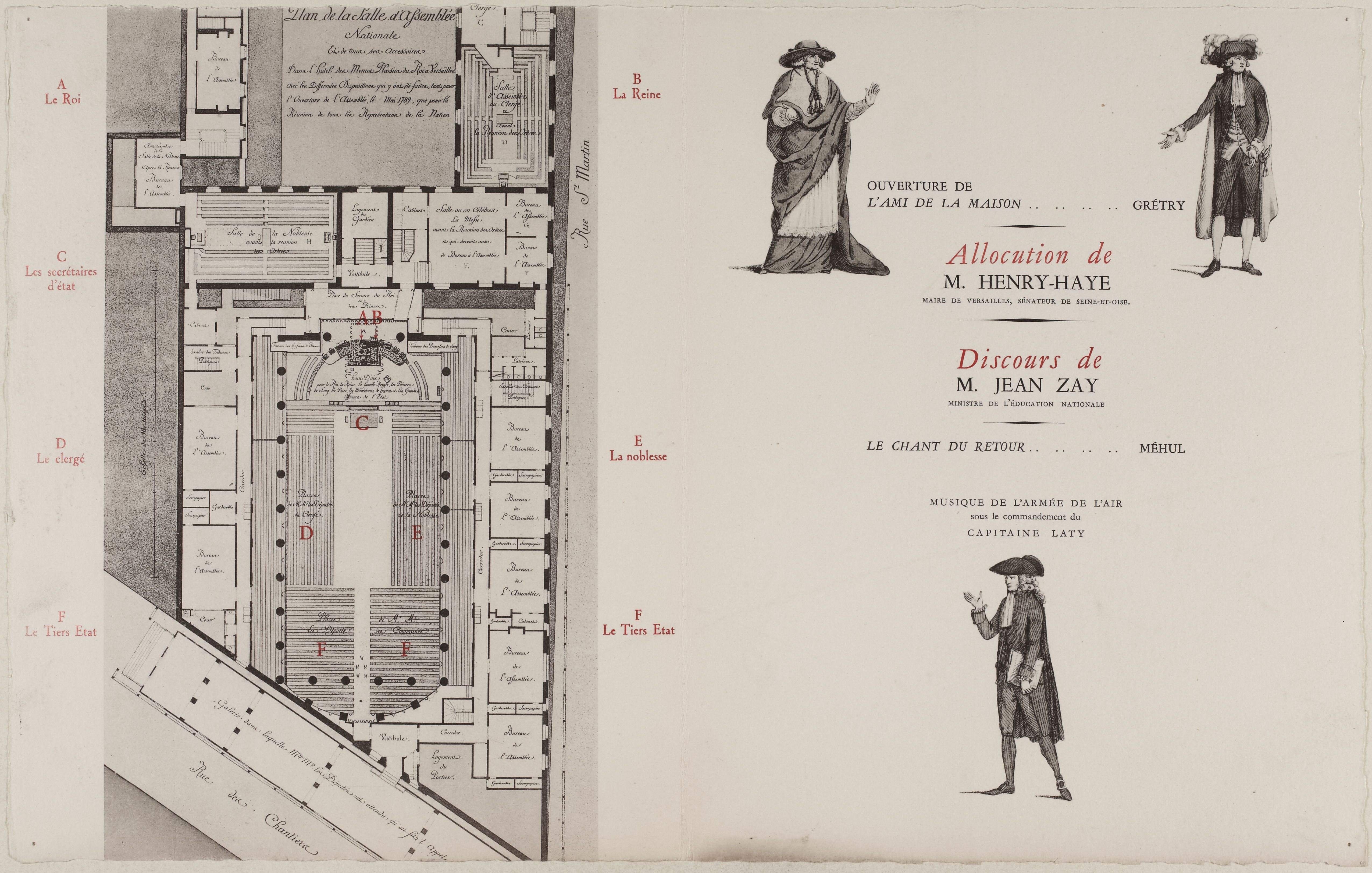
Programme de commémorations avec un plan montrant la salle des États généraux.

Depuis 1996, une partie de l’hôtel abrite désormais le Centre de musique baroque de Versailles. 

C'est dans la cour haute servant à la récréation des élèves du Centre de musique baroque de Versailles que subsistent les restes de la salle des États généraux. Les pavés du sol exposent le tracé de la salle, avec la tribune royale au fond, les tribunes pour la noblesse et le clergé sur les côtés, la grande tribune pour le tiers-État en face.

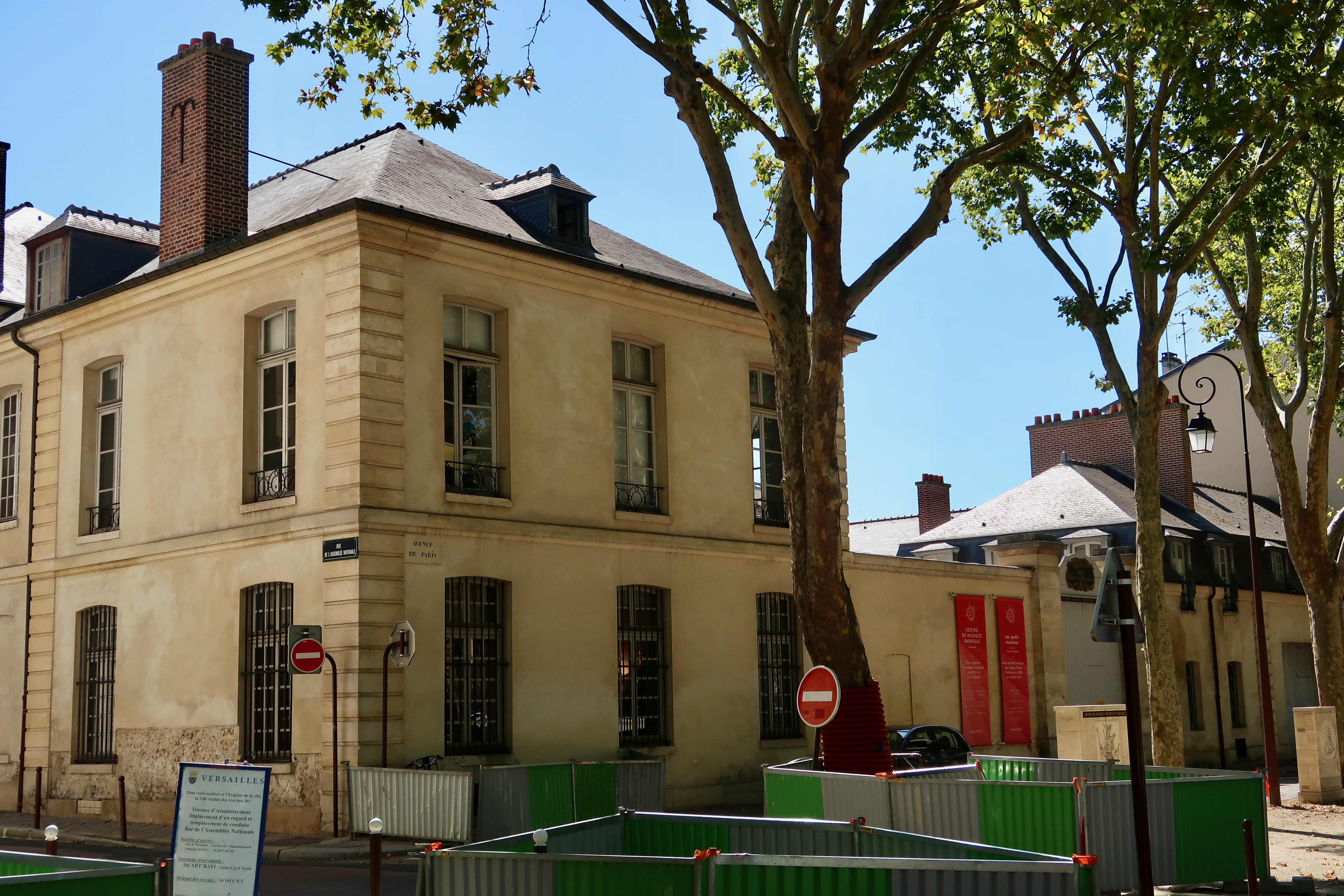
Façade extérieure sur l'avenue de Paris.
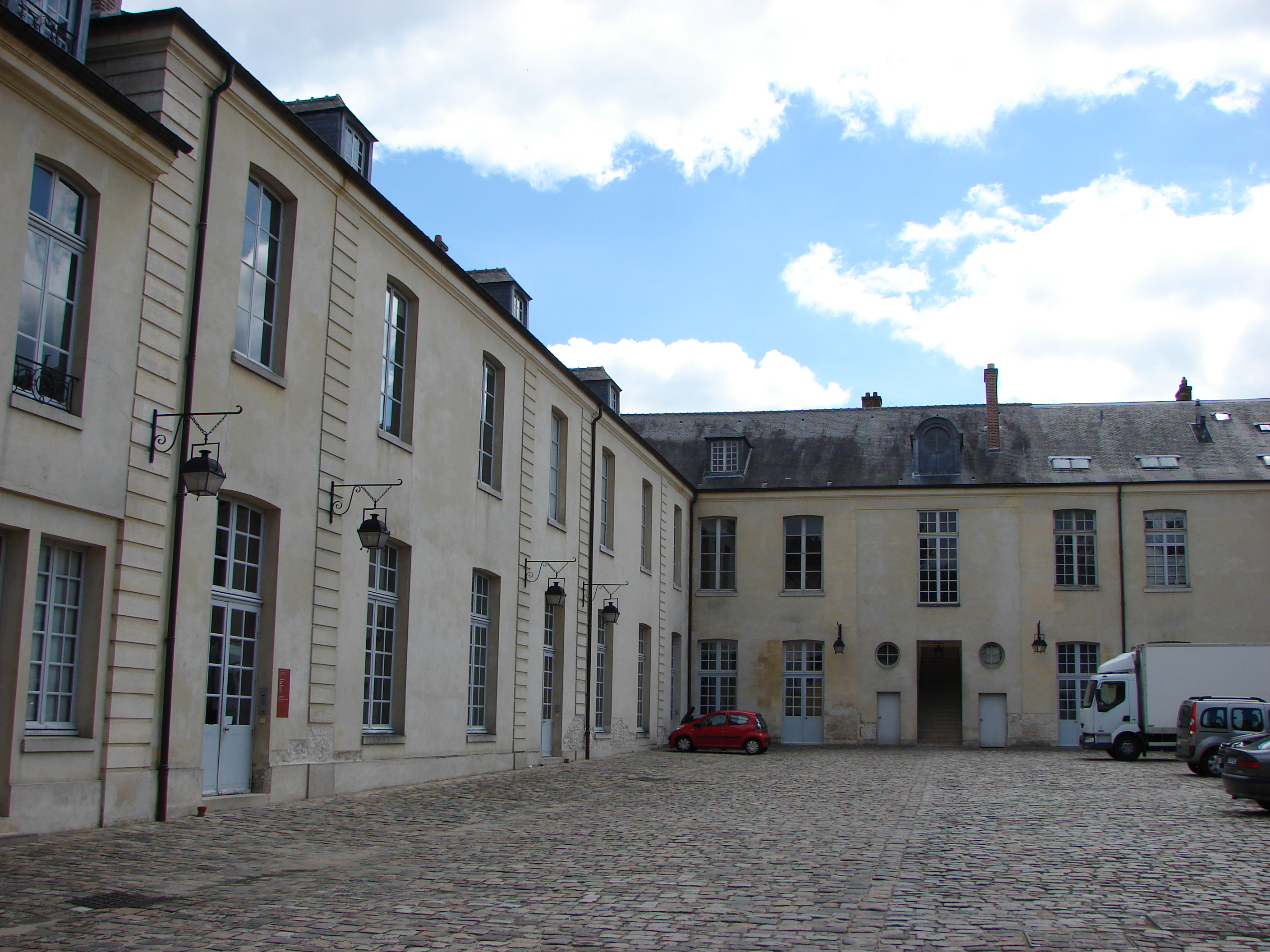
Cour basse.
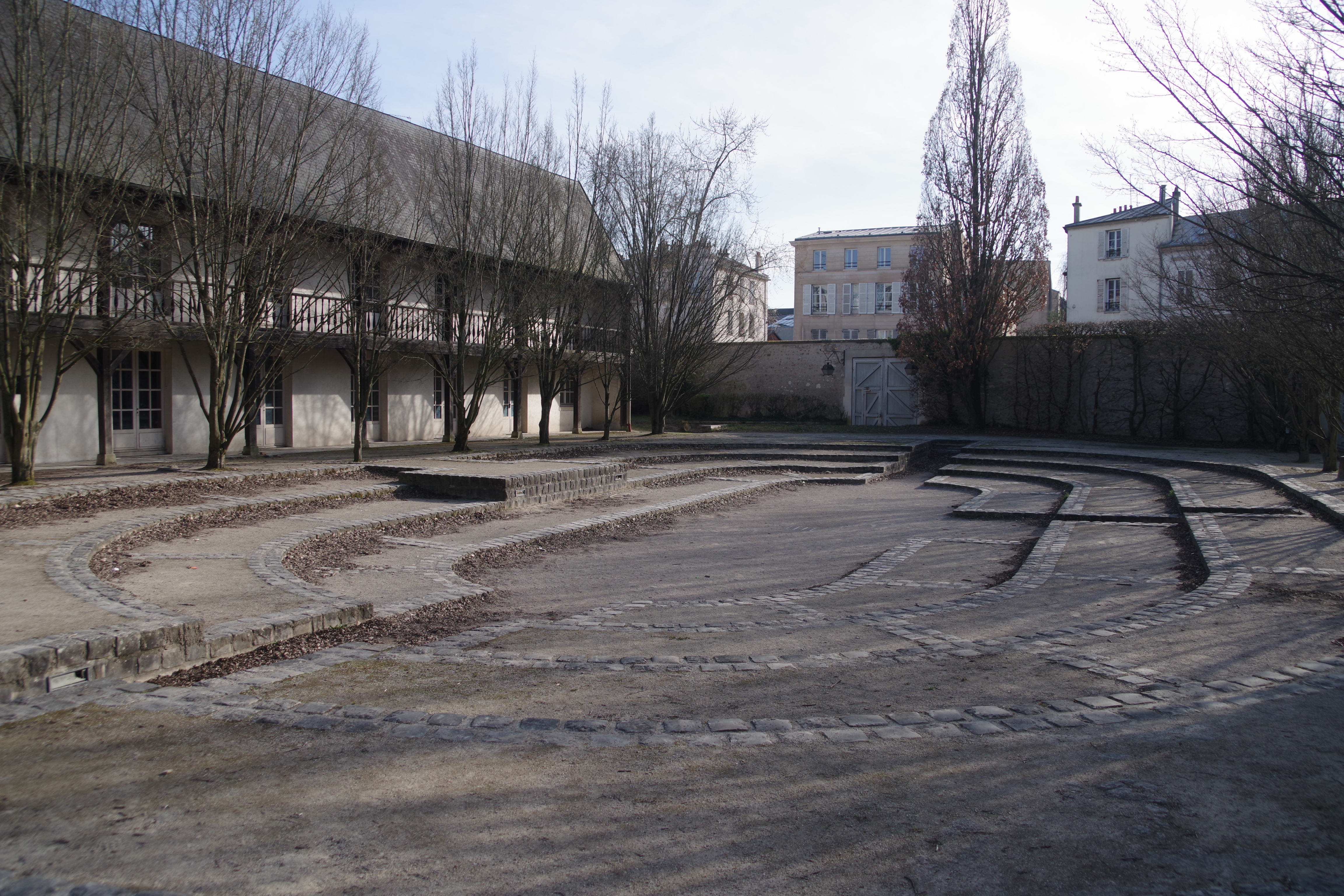
Cour haute avec l'emplacement de la salle des États généraux.